# نادي شباب مجدل عنجر
نادي شباب مجدل عنجر هو نادي كرة قدم لبناي، يقع مقره في مجدل عنجر، ينافس في الدوري اللبناني الدرجة الثالثة.

## تاريخ
كان يُدعى سابقًا نادي الراسينغ جونيه ومقره في جونيه، انتقل النادي إلى برجا وغير اسمه إلى نادي برجالونا الرياضي في 2 سبتمبر 2009.
وفي ديسمبر 2016، تم شراء النادي من قبل نادي شباب مجدل عنجر وانتقلوا إلى مجدل عنجر. أنهى النادي المركز الثاني في دوري الدرجة الثالثة اللبنانية 2020-21، وتم ترقيته إلى الدرجة الثانية اللبنانية.